# Veikko Paatero
Kaarlo Veikko Paatero (* 22. August 1903 in Helsinki; † 1986) war ein finnischer Mathematiker, der sich mit Funktionentheorie befasste.
Paatero war nach dem Studium zunächst Lehrer für Mathematik, Physik und Chemie, war ab 1932 Dozent an der Universität Helsinki und wurde 1938 in Helsinki promoviert (Über die konforme Abbildung von Gebieten, deren Ränder von beschränkter Drehung sind). Danach war er dort Assistenzprofessor und später Professor. Er war ein Schüler von Rolf Nevanlinna.
Er war 1936 Gastredner auf dem Internationalen Mathematikerkongress in Oslo (Über analytische Transformationen, welche zwei Paare von Randbögen ineinander überführen).

## Schriften
- mit Nevanlinna: Einführung in die Funktionentheorie. Birkhäuser 1965.